# Dryolimnas augusti
Il rallo di Réunion (Dryolimnas augusti Mourer-Chauviré, Bour, Ribes e Moutou, 1999) era un uccello della famiglia dei Rallidi originario dell'isola omonima. Il nome scientifico commemora il poeta francese Auguste de Villèle (1858-1943), la cui ospitalità e interesse per la storia della Réunion resero possibile a numerosi naturalisti scoprirne ed esplorarne le caverne.

## Descrizione
I resti subfossili del rallo di Réunion vennero portati alla luce nel 1996 nella Caverne de la Tortue, a Réunion, e furono descritti scientificamente nel 1999. Tra le ossa estratte vi erano due tarsi-metatarsi completi, cinque vertebre, un osso sacro, un coracoide, due omeri, un'ulna, tre femori, dieci falangi del piede e un frammento della parte sinistra della mandibola.
L'aspetto delle ossa identifica il rallo di Réunion come uno stretto parente del rallo di Cuvier e del rallo di Aldabra. I tarsi-metatarsi, grandi e tozzi, sembrerebbero indicare che esso sia stata la specie del genere Dryolimnas di maggiori dimensioni.
In epoca storica è giunta a noi la testimonianza scritta di un viaggiatore che potrebbe riferirsi a questa specie. Nel 1674 Sieur Dubois citò una specie di rallo nel rapporto Les voyages faits par le sievr D.B. aux isles Dauphine ou Madagascar, & Bourbon, ou Mascarenne, és années 1669, 70, 71, & 72: dans laquelle il est curieusement traité du cap Vert de la ville de Surate des isles de Sainte Helene, ou de l'Ascension: ensemble les moeurs, religions, forces, gouvernemens & coûtumes des habitans desdites isles, avec l'histoire naturelle du païs. Paris: Chez Claude Barbin, cui si riferì col nome di Râle des Bois («rallo di bosco»). Sicuramente questo animale non può essere stato confuso con il pollo sultano di Réunion, che nello stesso rapporto viene chiamato Oiseau Bleu. Il pollo sultano di Réunion venne descritto come delle stesse dimensioni dell'ibis di Réunion (noto in passato come solitario della Réunion), mentre il rallo di Réunion potrebbe aver raggiunto all'incirca le dimensioni di una gallinella d'acqua. Il rallo di Réunion era probabilmente incapace di volare, poiché il rapporto tra le ossa delle ali e quelle delle zampe è simile a quello riscontrabile nel rallo di Aldabra, anch'esso incapace di alzarsi in volo.

## Estinzione
Dato che l'unica testimonianza scritta che abbiamo riguardo al rallo di Réunion è quella che ci ha lasciato Dubois, è probabile che la specie sia scomparsa alla fine del XVII secolo.